# Anna Sjödahl
Anna Elisabeth Sjödahl, född Meijer 16 augusti 1934 i Göteborg, död 22 april 2001 i Högalids församling, Stockholm, var en svensk målare, grafiker och tecknare.  
Hon är dotter till Gustav Meijer och Anita Clayton och gift med Bernt Gustaf Sjödahl mellan 1955 och 1973. 
Efter studentexamen 1953 studerade Sjödahl vid Konstfackskolan i Stockholm 1953–1958 där hon utexaminerades som teckningslärare och fortsatte sina studier vid Kungliga Konsthögskolan 1959–1964 och Stockholms universitet 1979. Anna Sjödahl debuterar `Hos Petra´ 1964.
Hon tilldelades ett stipendium från Svensk-norska samarbetsfonden 1965 och Konstakademins Carl Larsson stipendium 1966. Hon uppmärksammades 1960 när hon visade upp ett antal teckningar med växtlighet. Tillsammans med Barbro Banck och Tore Höglund ställde hon ut på Lilla Paviljongen 1964 där hon visade expressiva molnformationer och tillsammans med Wivi Bark på Lilla galleriet i Stockholm 1966. Separat ställde hon bland annat ut på Lorensbergs konstsalong 1966 och på Liljevalchs konsthall i Stockholm 1999. Hon medverkade i Sveriges allmänna konstförenings utställning Svart på vitt på Konstakademien, Sju målarinnor på Spånga församlingshem och Nationalmuseums Unga tecknare 1960–1965 och samlingsutställningen Kvinnfolk. Kvinnoarbete, kvinnokultur: historia, debatt, konst som visades på Kulturhuset i Stockholm 1975, då utställningskatalogen hade hennes målning "På arbetsbordet" på omslaget. Hon deltog också i samlingsutställningen Vi arbetar för livet på Liljevalchs konsthall 1980, då utställningskatalogen hade hennes målning Konstnären som tonårsmorsa på omslaget. Förutom naivistiska och expressiva utförde hon även figurmotiv utförda i olja, pastell, akvarell, gouache samt grafik med torrnålsradering, hon arbetade även med tecknad film, illustrationer och affischer.. Sjödahl är representerad vid Nationalmuseum, Moderna museet,  Göteborgs konstmuseum, Borås konstmuseum, Norrköpings och Lunds konstmuseer, Sundsvalls museum, Malmö museum och Västerbottens museum i Umeå. En omfattande konstnärlig kvarlåtenskap finns på Konstmuseet i Skövde. Anna Sjödahl är begravd på Brunskog kyrkogård.
| ”                  | Sjödahls bilder uttrycker en vision om jämlikhet i historieskrivningen lika mycket som i livet utanför det konstnärliga arbetet. Jämlikhet förutsätter att parterna har tillträde till och bedöms i samma sammanhang... Anna Sjödahl bidrog till att konstgrafik och oljemålningar makade åt sig och släppte fram några installationer av vardagliga möbler och material som associeras med kommersiella och populärkulturella sammanhang, lika förgängliga och lockande som blanka karameller. | „ |
| – Charlotte Bydler | |   |